# Vermelho (canção)
"Vermelho" (estilizada em letras maiúsculas) é uma canção do cantor e drag queen brasileiro Gloria Groove, gravada para seu segundo álbum de estúdio Lady Leste. A canção foi lançada para download digital e streaming através da SB Music, como quarto single de Lady Leste em 10 de fevereiro de 2022, mesma data de lançamento do álbum de Groove.

## Lançamento e promoção
A divulgação do single começou com publicações do site Hugo Gloss nas redes sociais anunciando o próximo single do Lady Leste intitulado Vermelho. No inicio de fevereiro, Groove anunciou oficialmente o lançamento do single com referências e sample da canção "Quem é?" de MC Daleste. "Vermelho" foi lançada para download digital e streaming como o quarto single do álbum em 10 de fevereiro de 2022.

## Videoclipe
Dirigido por Belle de Melo, o videoclipe foi gravado em uma madrugada de janeiro de 2022 na comunidade Jardim Ibirapuera, em São Paulo. O videoclipe teve sua estreia um dia após o lançamento do Lady Leste. Segundo explica Groove, "Vermelho" é uma das músicas mais funk do álbum e é uma homenagem ao MC Daleste, utilizando um sample de "Quem é?", um grande sucesso do MC.

## Apresentações ao vivo
Groove apresentou "Vermelho" pela primeira vez no Domingão com Huck em 13 de fevereiro de 2022. Em 25 de fevereiro, Groove performou a canção no Encontro com Fátima Bernardes. Em 3 de março, Groove performou a canção no Faustão na Band. Em 4 de março, Groove performou a canção na vigésima segunda temporada do Big Brother Brasil. Em 21 de maio, Groove performou a canção no Altas Horas. Em 29 de maio, Groove performou a canção no Programa Eliana. Em 16 de julho, Groove performou a canção no Caldeirão com Mion. Em 18 de outubro, Groove performou a canção no Prêmio Multishow de Música Brasileira 2022.

## Faixas e formatos
| Download digital / streaming |            |         |  |
| N.º                          | Título     | Duração |  |
| 1.                           | "Vermelho" | 2:32    |  |

## Prêmios e indicações
| Ano  | Premiação                             | Categoria        | Resultado | Ref.          |
| ---- | ------------------------------------- | ---------------- | --------- | ------------- |
| 2022 | Prêmio Multishow de Música Brasileira | Música do Ano    | Indicado  | [ 16 ] [ 17 ] |
| 2022 | Prêmio Multishow de Música Brasileira | Hit do Ano       | Indicado  | [ 16 ] [ 17 ] |
| 2022 | Prêmio Multishow de Música Brasileira | Clipe TVZ do Ano | Indicado  | [ 16 ] [ 17 ] |

## Desempenho comercial

### Tabelas semanais
| Tabela musical (2022)           | Melhor posição |
| ------------------------------- | -------------- |
| Brasil (Billboard Brazil Songs) | 10             |
| Portugal (AFP)                  | 38             |

## Certificações e vendas
| Região                                                        | Certificação | Vendas   |
| ------------------------------------------------------------- | ------------ | -------- |
| Brasil (Pro-Música Brasil)                                    | Diamante     | 300,000‡ |
| Portugal (AFP)                                                | Ouro         | 5,000‡   |
| ‡vendas+valores de streaming baseados somente na certificação |              |          |

## Histórico de lançamento
| Região | Data                    | Formato(s)                 | Versão   | Gravadora(s) | Ref.  |
| ------ | ----------------------- | -------------------------- | -------- | ------------ | ----- |
| Várias | 10 de fevereiro de 2022 | Download digital streaming | Original | SB Music     | [ 5 ] |